# Steven van der Vrande
Steven van der Vrande (25 maart 1991) is een Nederlands voetbalscheidsrechter. Hij floot zijn wedstrijden voornamelijk in de Eerste divisie.
Hij maakte zijn debuut op het tweede niveau van Nederland op 23 oktober 2015 bij de wedstrijd FC Oss - Jong PSV. De wedstrijd eindigde in 0-0 en van der Vrande gaf 1 gele kaart.

## Statistieken
| Seizoen | Eredivisie | Jupiler League | KNVB Beker | Totaal   |
| Seizoen | Gefloten   | Gefloten       | Gefloten   | Gefloten |
| ------- | ---------- | -------------- | ---------- | -------- |
| 2014/15 | 0          | 0              | 1          | 1        |
| 2015/16 | 0          | 13             | 1          | 14       |
| 2016/17 | 0          | 12             | 1          | 13       |

Bijgewerkt t/m 8 mei 2017
Internationaal scheidsrechter: Sander van der Eijk · Wendy Gijsbers · Serdar Gözübüyük · Lizzy van der Helm · Dennis Higler · Joey Kooij · Allard Lindhout · Danny Makkelie · Marc Nagtegaal · Marisca Overtoom · Shona Shukrula

Nationaal scheidsrechter: Erwin Blank · Pol van Boekel · Alex Bos · Rob Dieperink · Laurens Gerrets · Edwin van de Graaf · Thomas Hardeman · Robin Hensgens · Jochem Kamphuis · Martin van den Kerkhof · Boyd van Kommer · Jannick van der Laan · Jeroen Manschot · Richard Martens · Bas Nijhuis · Ingmar Oostrom · Martin Pérez · Kevin Puts · Jesse Rozendal · Clay Ruperti · Rick Sturm · Stan Teuben · Luuk Timmer · Robin Vereijken · Martijn Vos · Wouter Wiersma